# Hozan Canê

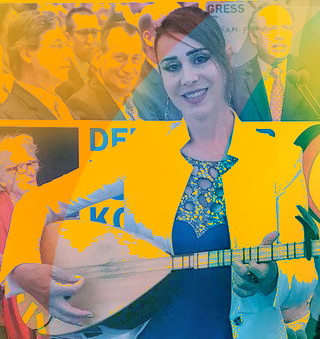
Hozan Canê (2018)

Hozan Canê (* 1971 in Karayazı, Türkei, als Saide İnaç) ist eine deutsche Filmemacherin und Sängerin. Sie ist für ihre Beiträge zur kurdischen Musik bekannt.

## Leben
Canê wurde im Alter von zwölf Jahren zwangsverheiratet und brachte mit 13 Jahren das erste ihrer drei Kinder zur Welt. Anfang der 1990er-Jahre zog sie zu ihrer Schwester nach Istanbul. Sie trat als Sängerin auf und sang Lieder in kurdischer Sprache. Da dies zur Verfolgung durch türkische Behörden führte, beantragte sie in Deutschland Asyl. Sie lebte zuletzt mit ihrer Tochter Dilan Örs in Köln.
Canê betätigte sich auch als Filmemacherin. Sie schrieb das Drehbuch und führte Regie bei 74th Genocide Sengal. Der Film handelt von der Verfolgung der Jesiden durch den Islamischen Staat im Shingal-Gebirge. Sie wirkte bei dem Film auch als Schauspielerin mit. Der Film wurde 2016 in Köln und auch auf den Festivals in Cannes und Monaco gezeigt.

### Verhaftung, Prozess und Inhaftierung
Canê wurde kurz vor der Präsidentschaftswahl in der Türkei 2018 in Edirne verhaftet, wo sie eine Wahlkampfveranstaltung der prokurdischen Partei HDP unterstützt hatte. Sie wurde von einem türkischen Gericht am 14. November 2018 wegen Mitgliedschaft in der als terroristisch eingestuften Organisation PKK zu sechs Jahren und drei Monaten Haft verurteilt. Die Staatsanwaltschaft begründete die Anklage unter anderem mit ihren Einträgen auf Facebook und einem Foto, auf dem sie mit Murat Karayilan, einem Führer der PKK, zu sehen ist. Ihre Tochter erklärte im Anschluss an ihre Festnahme, dass auf Facebook immer wieder Fake-Accounts von Hozan Canê angelegt würden und dass man dagegen nun gerichtlich vorgehen wolle. Ihre Anwältin Newroz Akalin sagte nach der Verurteilung, dass das Foto mit Murat Karayilan bei der Pressekonferenz vom 23. April 2013 entstanden sei, die als Beginn für den ihr folgenden Friedensprozess gilt. Verschiedene Journalisten seien an der Pressekonferenz anwesend gewesen und niemand sei daraufhin wegen Mitgliedschaft in der PKK angeklagt worden.
Nachdem Hozan Canê im April 2019 bis zum Antritt ihrer Strafe freigelassen worden war, reiste ihre Tochter Dilan Örs aus Köln nach Istanbul, um ihre Mutter zu besuchen. Dabei wurde sie am 24. Mai 2019 ebenfalls festgenommen, anschließend wieder freigelassen und mit einer Ausreisesperre belegt. Grund hierfür ist, dass Örs im Jahr 2012 in Köln an einer Aktion einer PKK-nahen Gruppierung beteiligt gewesen sein soll. Örs wurde im September 2019 in Edirne erneut verhaftet, weil sie trotz einer Ausreisesperre gegen sie versucht haben soll, die Grenze zu übertreten.
Am 16. September 2019 verurteilte ein Gericht im westtürkischen Edirne Hozan Canê wegen Präsidentenbeleidigung zusätzlich zu einer Bewährungsstrafe von einem Jahr und fünf Monaten. Anlass war nach Angaben ihrer Anwältin eine Karikatur über den türkischen Präsidenten Recep Tayyip Erdoğan auf einer unter ihrem Namen geführten Facebook-Seite. Am 30. September 2020 wurde Canê überraschend aus der Haft entlassen, sie durfte aber bis zur Fortsetzung ihres Prozesses die Türkei zunächst nicht verlassen. Im Juli 2021 wurde die Ausreisesperre aufgehoben, Hozan Canê  reiste daraufhin aus  der Türkei aus.
Bei einer Neuverhandlung ihres Falls im August 2020 ordneten die Richter die Fortsetzung der Untersuchungshaft an. Sie kamen damit der Forderung der Staatsanwaltschaft nach. Zur Verhandlung waren auch Vertreter des deutschen Generalkonsulats in Istanbul sowie der menschenrechtspolitische Sprecher der SPD-Bundestagsfraktion, Frank Schwabe, angereist. Nach Schwabes Einschätzung wurde die deutsche Staatsbürgerin Hozan Canê von der türkischen Justiz „definitiv“ nicht nach rechtsstaatlichen Grundsätzen behandelt. Canês Tochter durfte die Türkei im Juni 2021 verlassen., Der Prozess gegen Hozan Canê sollte im September 2020 fortgeführt werden, dies wurde aber am 3. September auf den 20. Oktober verschoben, da noch ein gerichtsmedizinisches Gutachten fehle.
Im Oktober 2021 wurde Hozan Canê wegen Terrorunterstützung zu drei Jahren und dreieinhalb Monaten Haft verurteilt. Ihre Anwältin kündigte an, Berufung einzulegen.

## Diskografie
- Rê Waye, lê lê lê Dayê, Ataman Music
- Hozanê Kurdî
- Eşqa Welat, Kom Muzîk, Germany, 2000.[18]
- Wezîrê Min,  D&D Sound Production GbR.
- Dîlana Dila, Mîr Muzîk, 2005.
- Vegere, Kom Muzîk and Play Sound, France, 2006.[19]
- Evîn
- Gula Ciya
- Avazê Hüneri